# پیتر سورن
پیتر سورن (به هلندی: Pieter Albertus Maria Seuren) زبانشناسی هلندی (زاده ۹ ژوئیه ۱۹۳۴ در هارلم) است.
بخش اول از کتاب زبانشناسی در غرب وی توسط علی‌محمد حق‌شناس و با فصل‌بندی دوباره در قالب دو کتاب با عنوان‌های تاریخ زبانشناسی و مکاتب نوین زبانشناسی در غرب به ترتیب برنده بیست‌وهفتمین و بیست‌وهشتمین دوره جایزه کتاب سال جمهوری اسلامی شدند.